# José Alemany y Bolufer
José Alemany y Bolufer (Cullera, 1 de junio de 1866 - Madrid, 26 de octubre de 1934) fue un filólogo, helenista, lexicógrafo y traductor español.

## Biografía

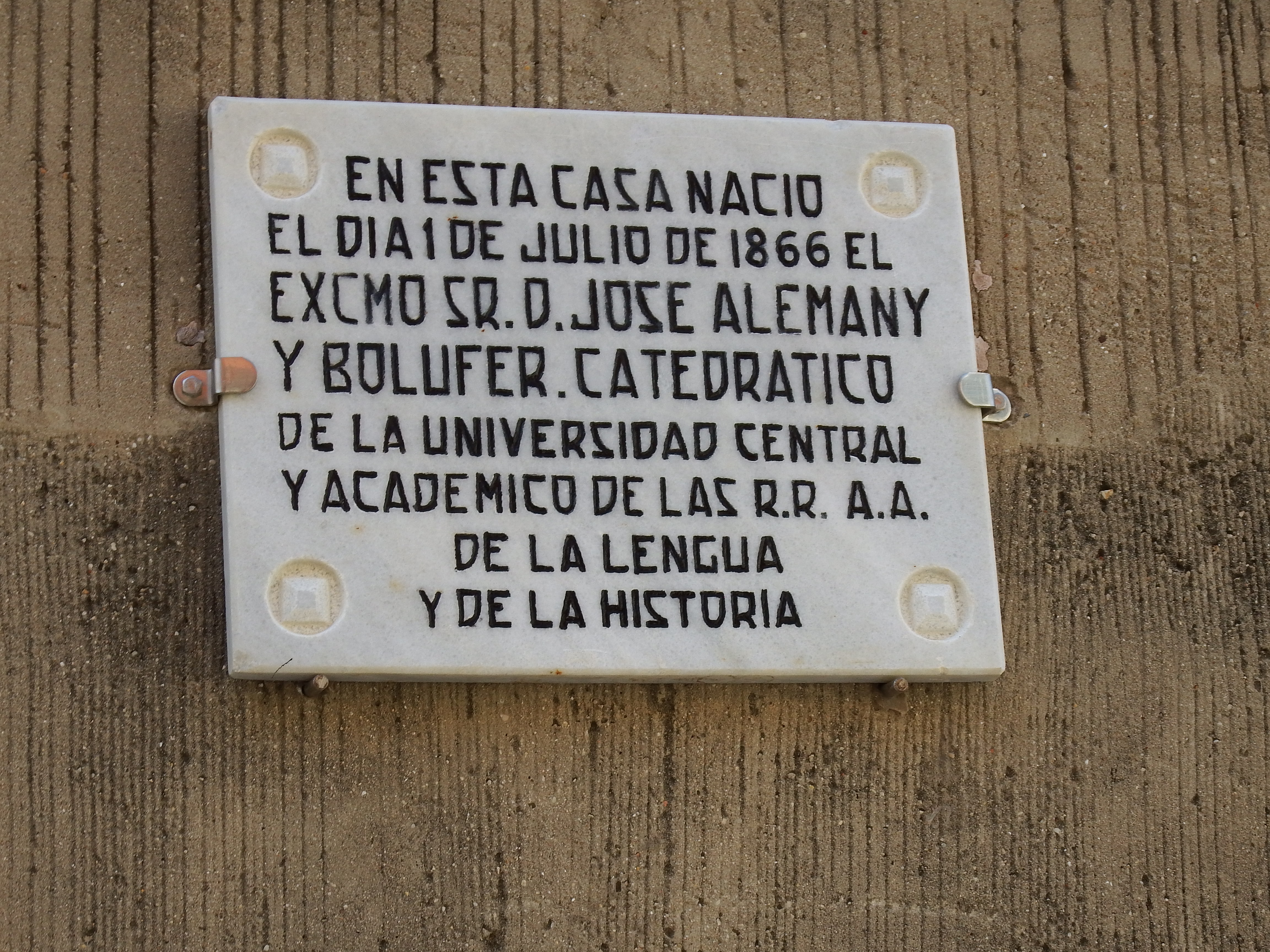
Placa en el lugar donde nació

Nació en una familia de campesinos de Cullera (Valencia), junto a la desembocadura del río Júcar en el mar Mediterráneo (a 38 km de la capital Valencia).
Durante el servicio militar (1886-1888) estudió tres años de Filosofía y Letras en la Universidad de Barcelona, donde con posterioridad realizó varios cursos de doctorado.
El 12 de marzo de 1890 obtuvo la reválida de ese título de grado en Madrid, con una tesis titulada «Las ideas religiosas, políticas y morales de Jenofonte».
El 23 de marzo de 1890 se casó con Dolores Selfa Adam, con quien tuvo catorce hijos, entre ellos Maria Dolores, Irene, Carmen, Rosa, José, Bernardo, Antonio, Alfonso, y Miguel (1910-1986).
En 1891 se presentó a un concurso para obtener la cátedra de idioma griego en la Universidad de Granada. Tuvo como opositores a Ángel Ganivet (1865-1898) y Miguel de Unamuno (1864-1936); ambos jóvenes se habían hecho amigos mientras pasaron todo el invierno estudiando griego para acceder a esas cátedras. Unamuno conseguiría el mismo puesto en la Universidad de Salamanca. Y como Ganivet ya tenía una merecida fama por sus escritos políticos, y además era de la propia ciudad de Granada, el tribunal le concedió la cátedra a él, aduciendo que si bien no sabía mucho griego, sería capaz de aprenderlo. Alemany declaró incompetente al tribunal y lo recusó. El nuevo tribunal estuvo presidido por Juan Valera (1824-1905), Marcelino Menéndez Pelayo (1856-1912), la reina María Cristina (1858-1929) y Ramón Menéndez Pidal (1869-1968).
Al comenzar la oposición se suscitó una anécdota curiosa: Alemany venía vestido de soldado, ya que en ese tiempo estaba haciendo el servicio militar y no tenía ropa mejor. Al presidir su alteza el tribunal, era obligatorio ir de etiqueta, por lo tanto no dejaban pasar a Alemany con la consiguiente rechifla de los asistentes y sobre todo de los otros opositores. Alemany hizo pasar a su majestad una nota mediante el ujier diciendo que no lo dejaban pasar por ir vestido de soldado. Al recibir la nota, la reina ordenó que lo hicieran pasar inmediatamente, ya que para un caballero español esa era la mejor vestimenta. Cuando comenzó el examen, los ilustres miembros del tribunal comenzaron a hacerle preguntas y él a contestarlas perfectamente. Además él mismo empezó a preguntar al tribunal. Los tres filólogos se levantaron y dijeron que no podían contestarle porque él sabía más griego que ellos. Le dieron la cátedra de griego y la reina le concedió el título de «caballero cubierto ante el rey».
Alemany se mudó a Granada con su familia. En 1895 y 1896 publicó sus traducciones al español de las versiones francesas de los textos sánscritos Jitopadesha y Bhagavad guitá (1896).
Tradujo a autores griegos, latinos y árabes.
En 1899 logró —por oposición— la cátedra de griego en la Universidad Central de Madrid.
En 1902 publicó su Estudio elemental de gramática histórica de la lengua castellana.
En 1908 publicó su traducción del texto sánscrito Pañcha tantra.
El 14 de marzo de 1909, tras leer el discurso titulado «Del orden de las palabras en la lengua indoeuropea», ingresó en la Real Academia Española ocupando la silla S.
En 1912 publicó su traducción (del francés y el sánscrito) de las Leyes de Manu.
En la RAE formó parte, de las Comisiones de Gramática, de Autoridades y del Diccionario Vulgar, entre otras. También ejerció los cargos de vocal adicto a la Junta Administrativa y censor.
Fue un miembro muy activo en los veinticinco años de vida académica, durante los cuales «logró contar más de mil asistencias».
En cuanto a los trabajos lexicográficos allí desarrollados, cabe mencionar la participación en la elaboración de las ediciones 14.ª, 15.ª y 16.ª del diccionario usual y de la primera del diccionario manual (1927)
En 1925 ingresó en la Real Academia de la Historia.
En todo este tiempo, Alemany, además de realizar trabajos de diversa índole —varios de los cuales se publicaron en los boletines de ambas academias—, siguió dedicándose a la docencia y a la traducción.
Menéndez Pelayo y Menéndez Pidal le encargaron que iniciara el Diccionario histórico de la lengua española, que se publicó incompleto en 1933.
Las personas que lo conocían no se explicaban cómo podía conocer tantos idiomas. Su secreto era que trabajaba y estudiaba más de doce horas cada día. Tenía conocimiento de varias lenguas indoeuropeas, germánicas, uralo-altaicas, semíticas, africanas y amerindias (escribió una Gramática del aymara).
Dirigió el grupo de lingüistas que escribieron el Diccionario enciclopédico (Barcelona, 1917) que publicó la editorial Ramón Sopena.
En una ocasión, Niceto Alcalá Zamora quiso nombrarlo ministro de Instrucción Pública, y Alemany le devolvió la carta corrigiéndole las faltas de ortografía y de sintaxis, agradeciéndole el gesto pero afirmándole que él era un investigador y un científico de la lengua y no se dedicaba a la política.
Como anécdota curiosa, los poetas Rafael Alberti y Pablo Neruda relatan en sus respectivas memorias que cuando eran jóvenes iban a orinar al jardín de Alemany, que —como secretario de la Academia— vivía en un chalet cercano a la Real Academia Española.
El 26 de octubre de 1934 murió en Madrid a los 68 años «víctima de la aterosclerosis que venía padeciendo desde hacía algunos años». Según la familia murió de agotamiento debido al intenso trabajo.
Póstumamente, en 1941, su hijo Bernardo Alemany Selfa revisó y publicó su Gramática de la lengua griega.
En Madrid nunca se le hizo ningún reconocimiento porque era valenciano, y en Valencia tampoco porque vivió en Madrid y amaba profundamente al idioma español y a España como nación pluricultural. A pesar de sus profundos conocimientos lexicográficos, llegó a sostener posturas separatistas en relación con el valenciano con respecto del catalán, recriminando al Padre Fullana que no declarara la independencia del valenciano «de la manera expresa y contundente que el caso requiere para que todos se enteren». Con respecto a estos temas, el filólogo Manuel Sanchis Guarner recrimina en su La llengua dels valencians el que Alemany, a pesar de haber dedicado toda su vida al estudio de numerosas lenguas de Europa, Asia y América, jamás hubiera dedicado ninguna atención a la lengua propia. No obstante, cabe remarcar que durante toda su vida se comunicó con su mujer utilizando la lengua valenciana.

## Obras
- 1895: Hitopadeza o Provechosa enseñanza (fábulas indias), traducido del sánscrito y el francés.
- 1896: Bhagavad-gita, traducido del sánscrito y el francés.
- 1902: Estudio elemental de gramática histórica de la lengua castellana.
- 1908: Panchatantra, basado en el Hitopadesa, traducido del sánscrito y el francés.
- 1912: Mánava dharma zástra, o libro de las leyes de Manu (traducido del sánscrito y el francés). Madrid: Librería Sucesores de Hernando (primera edición, 444 páginas).
- 1915: Calila y Dimna, basado en el Panchatantra, traducido del sánscrito y el francés.
- 1917: Diccionario de la lengua española. Madrid: Ramón Sopena.
- 1920: Tratado de la formación de palabras en la lengua castellana : la derivación y la composición estudio de los sufijos y prefijos empleados en una y otra (214 págs). Madrid: Librería General de Victoriano Suárez.
- Sófocles (1921). Las siete tragedias de Sófocles. Biblioteca Clásica. CCXLVII. Tr. de José Alemany Bolufer. Madrid: Sucesores de Hernando.
- 1928: Estudio elemental de gramática histórica de la lengua castellana (381 págs.). Madrid: Tipografía de Archivos. Olózaga.
- 1941 (póstumo): Gramática de la lengua griega, revisada y publicada por su hijo Bernardo Alemany Selfa.
- 1942 (póstumo): Diccionario enciclopédico ilustrado de la lengua española. Madrid: Ramón Sopena.
- 1943 (póstumo): Edipo rey y Antígona, de Sófocles, traducido del griego en fecha desconocida.
  - Sófocles (José Alemany Bolufer, traductor), Octavio Paz (prologuista): Edipo rey, Antígona (91 pág.). Buenos Aires: Ciordia, 1964.
  - Esquilo, Tragedias completas (José Alemany Bolufer, traductor), Luis Alberto de Cuenca (prologuista). Madrid: Editorial Edaf, 1989.

## Obras traducidas en español
- 1925: Jack London, La peste escarlata, traducido al español